# Ян Буковський
Ян Буковський (нар. 10 січня 1873, Борщовичі, Львівська обл. — 1 вересня 1943, Новий Торг, Польща) —  польський художник, ілюстратор, рисувальник і вітражист, пов'язаний з рухом «Молода Польща». Найбільш відомий своєю мистецькою діяльністю в галузі типографіки та книжкової ілюстрації.

## Біографія
Навчався в Академії образотворчих мистецтв у Кракові, Мюнхені, Парижі та Італії. Був одним із засновників Товариства польського образотворчого мистецтва. З 1904 року — художній керівник друкарні Ягеллонського університету, з 1912 року — професор Школи художньої промисловості в Кракові, яка була відділом Державної промислової школи. Співпрацював з багатьма митцями Молодої Польщі, зокрема зі Станіславом Виспянським.
27 листопада 1929 року нагороджений Офіцерським хрестом ордена Відродження Польщі.

## Основні роботи
- У 1919 році виконав поліхромію головної нави з округлим склепінням і бічної в костелі цистерціанського абатства в Могилі.
- У 1918 році виконав мозаїку, що прикрашала ліпний інтер'єр неоренесансної конхи головного вівтаря базиліки Найсвятішого Серця Ісуса в Кракові.
- У костелі св. Казимира в Новому Сончі, він виконав розписи на крилах триптиха, головну картину та оформив вівтар.
- У 1926 році виконав поліхромії в будинку Лорето в Кракові.

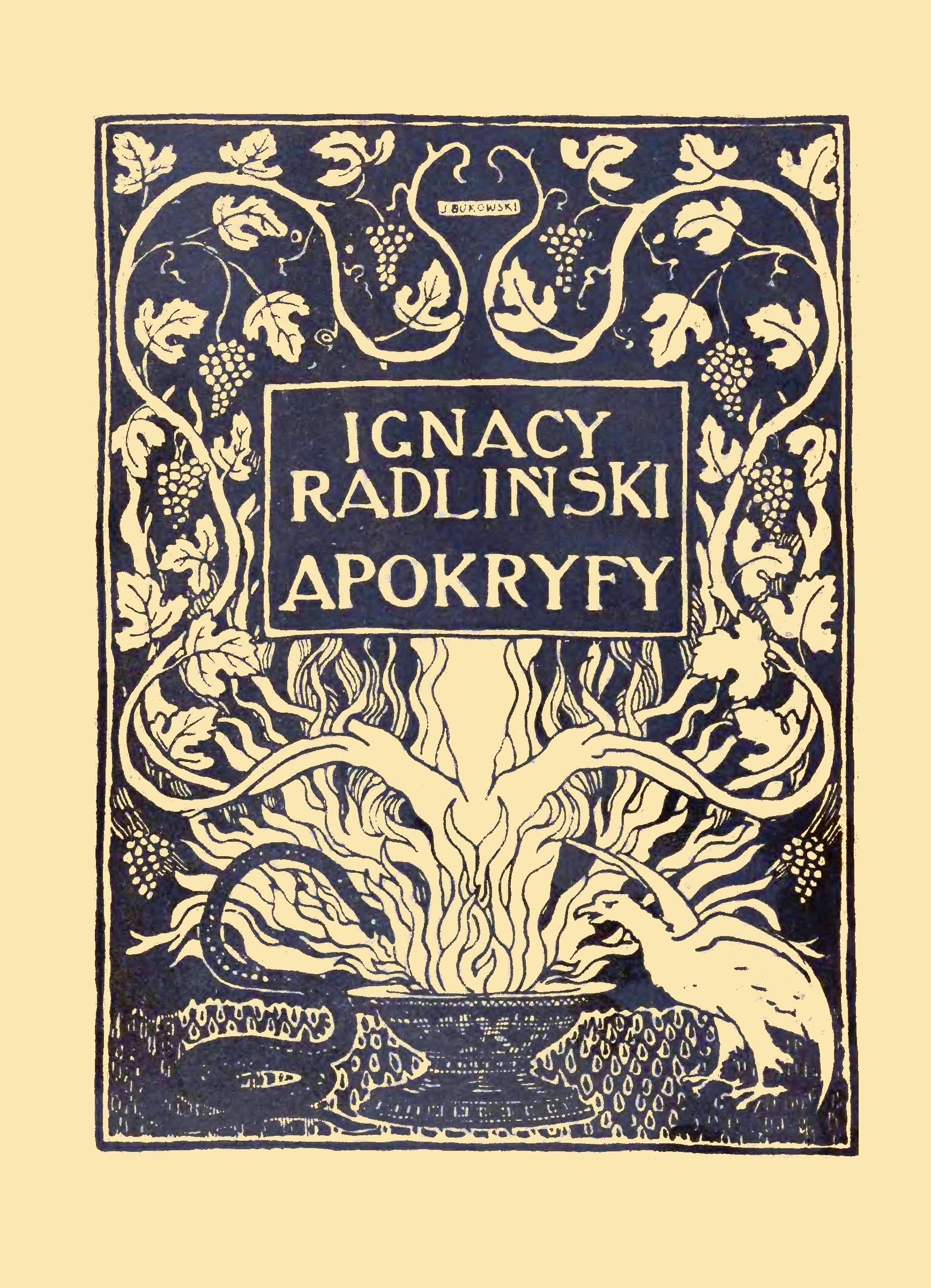
Обкладинка Яна Буковського до апокрифів Радлінського, 1905 р.
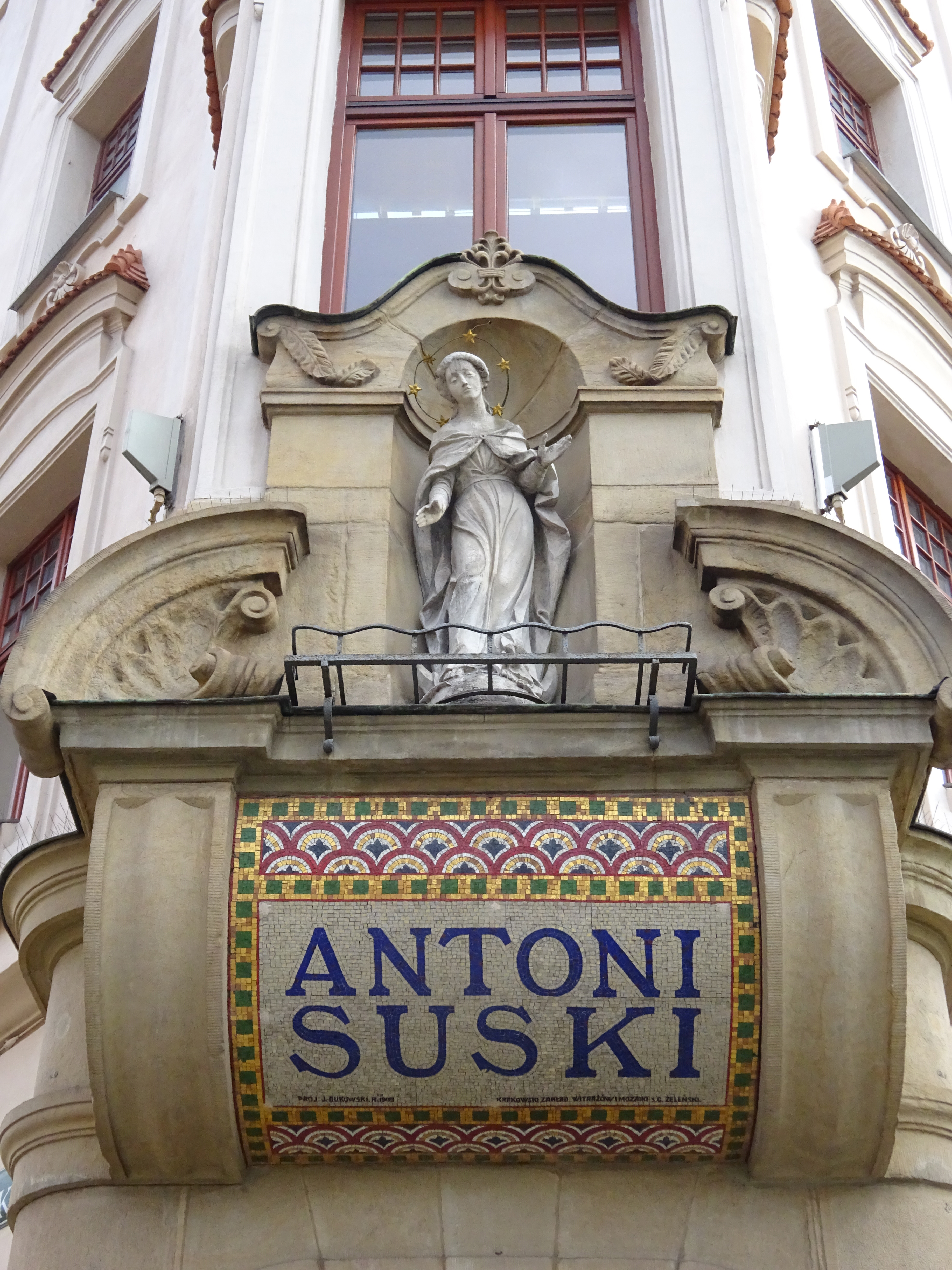
Мозаїка в кутку будинку Саського у Кракові над вхідним порталом за проектом Яна Буковського, Краків пл. Домініканська 6, 1909 рік.
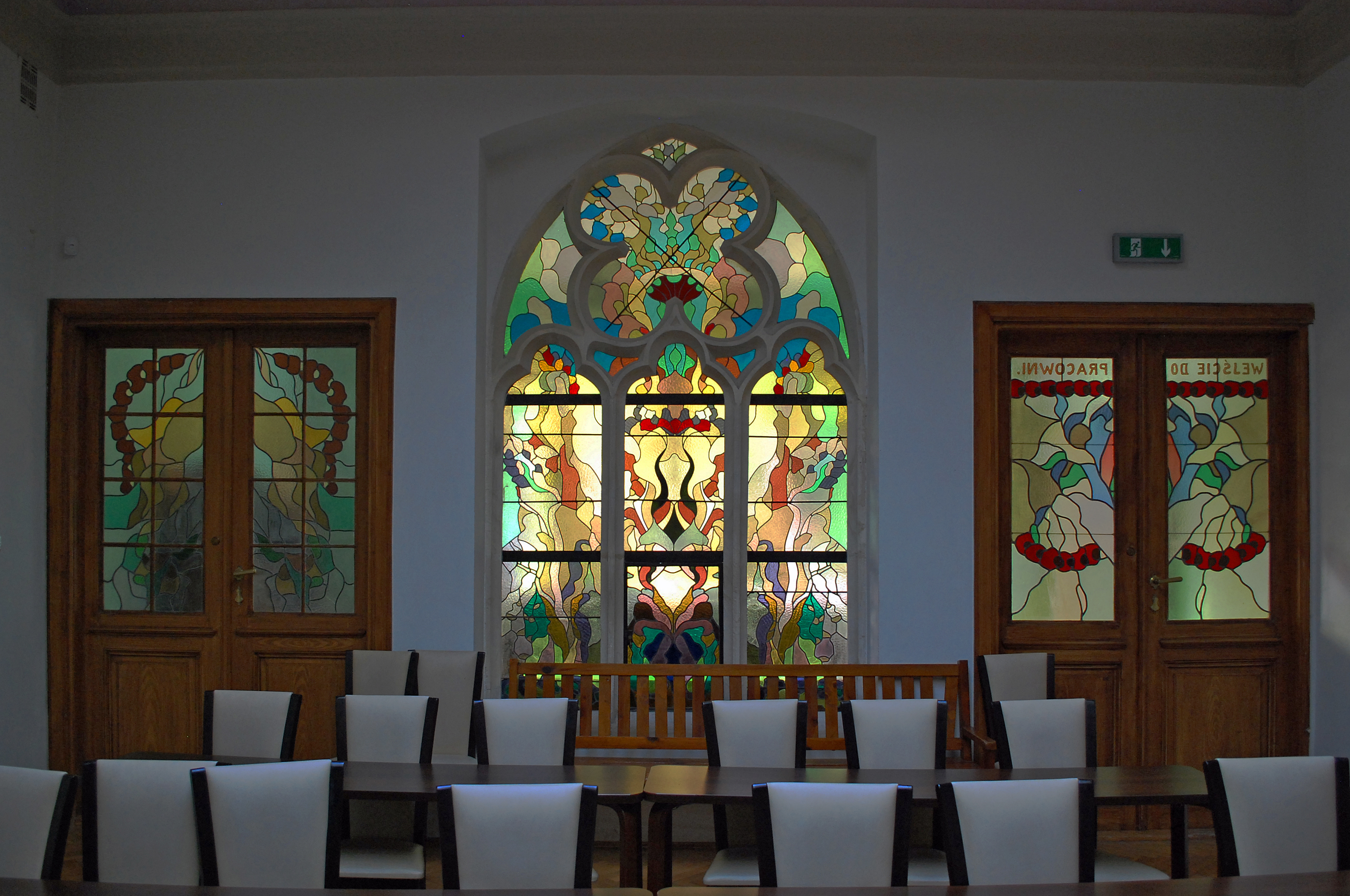
Вітражі в Палаці Тадеуша Стриєнського, Краків, вул. Баторія 12.
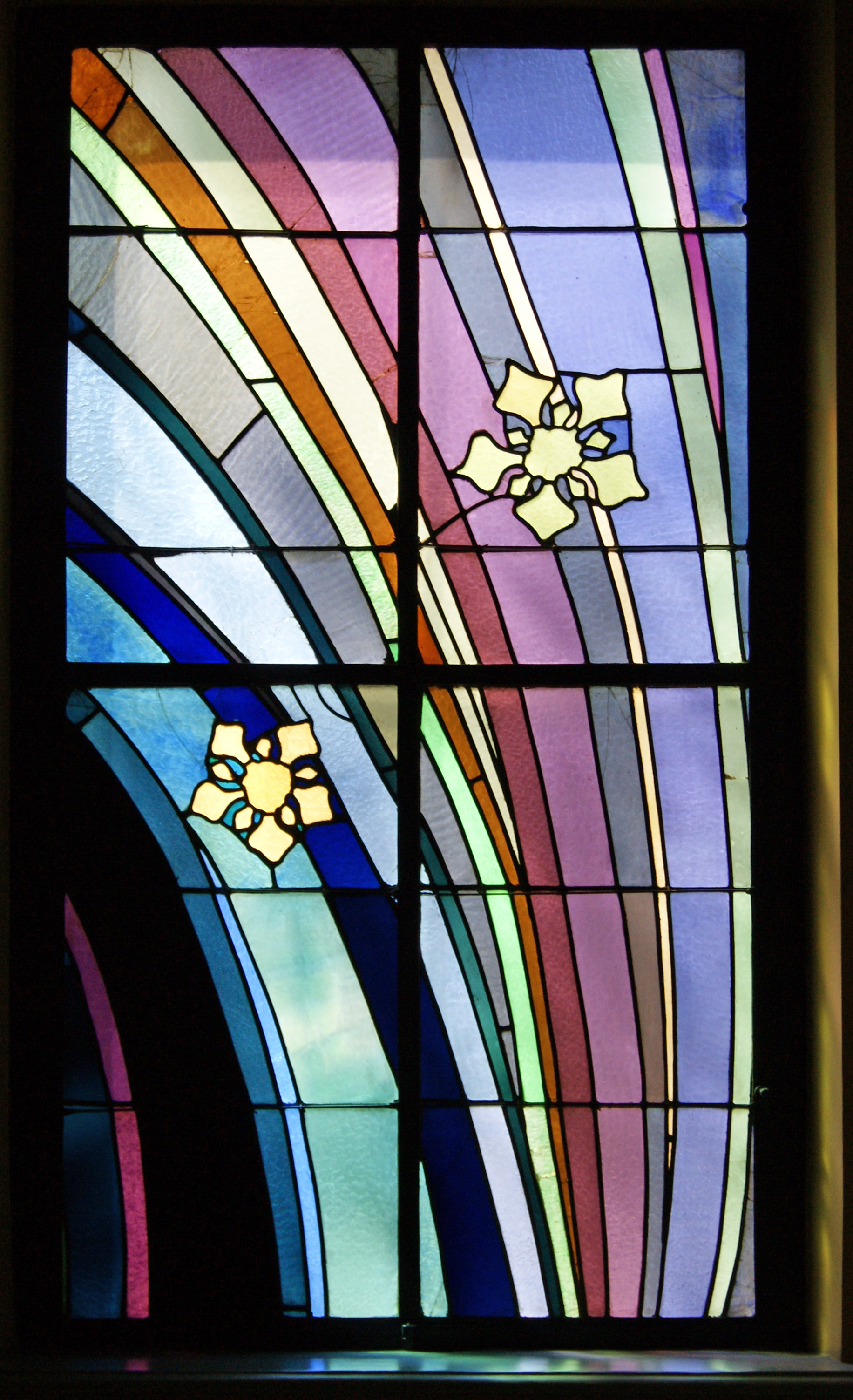
Вітраж на сходах будинку медичного товариства Краків вул. Радзівіловська 4.
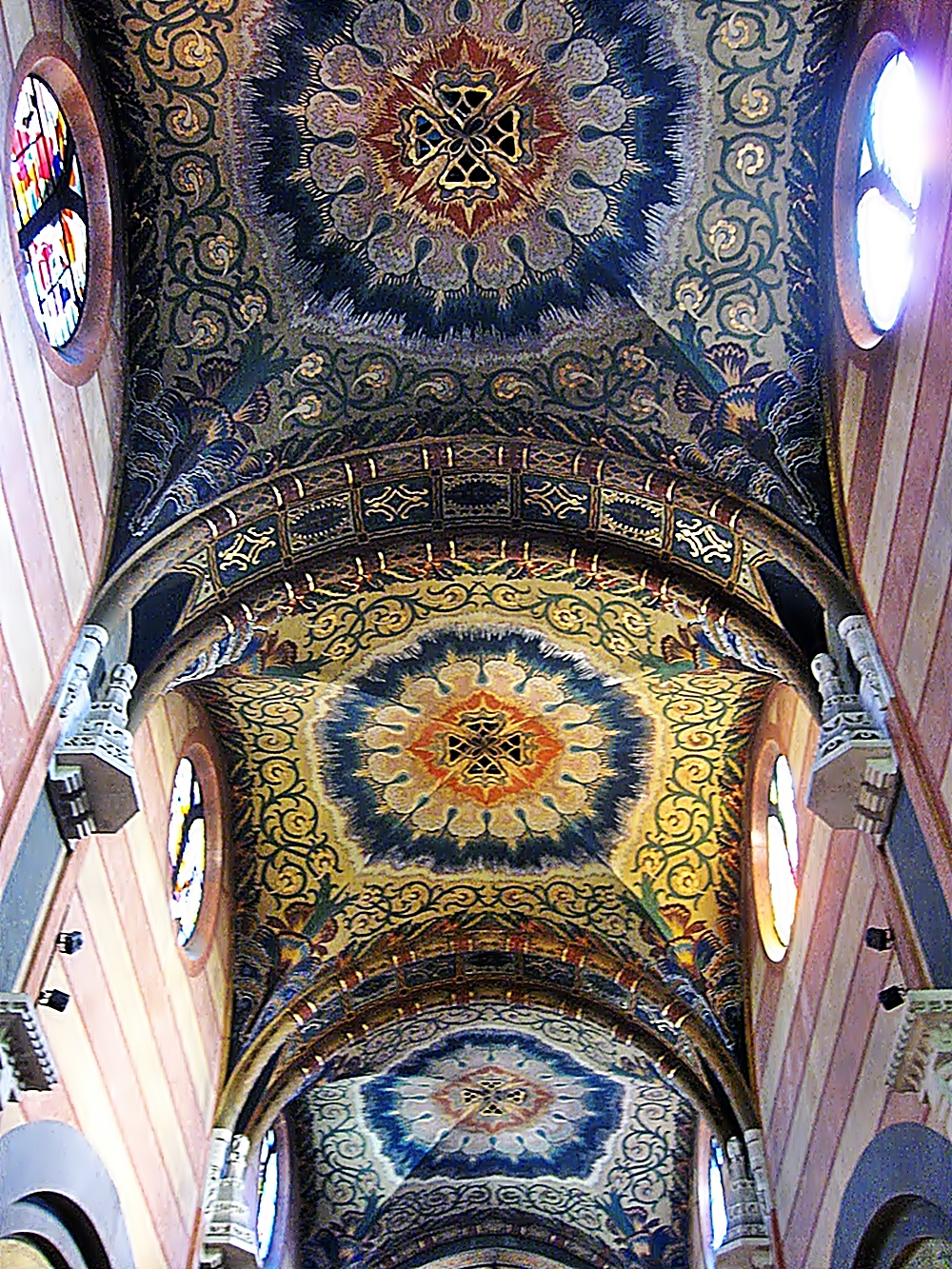
Поліхромія на склепінні в базиліці oo. Єзуїти в Кракові 1914-1918
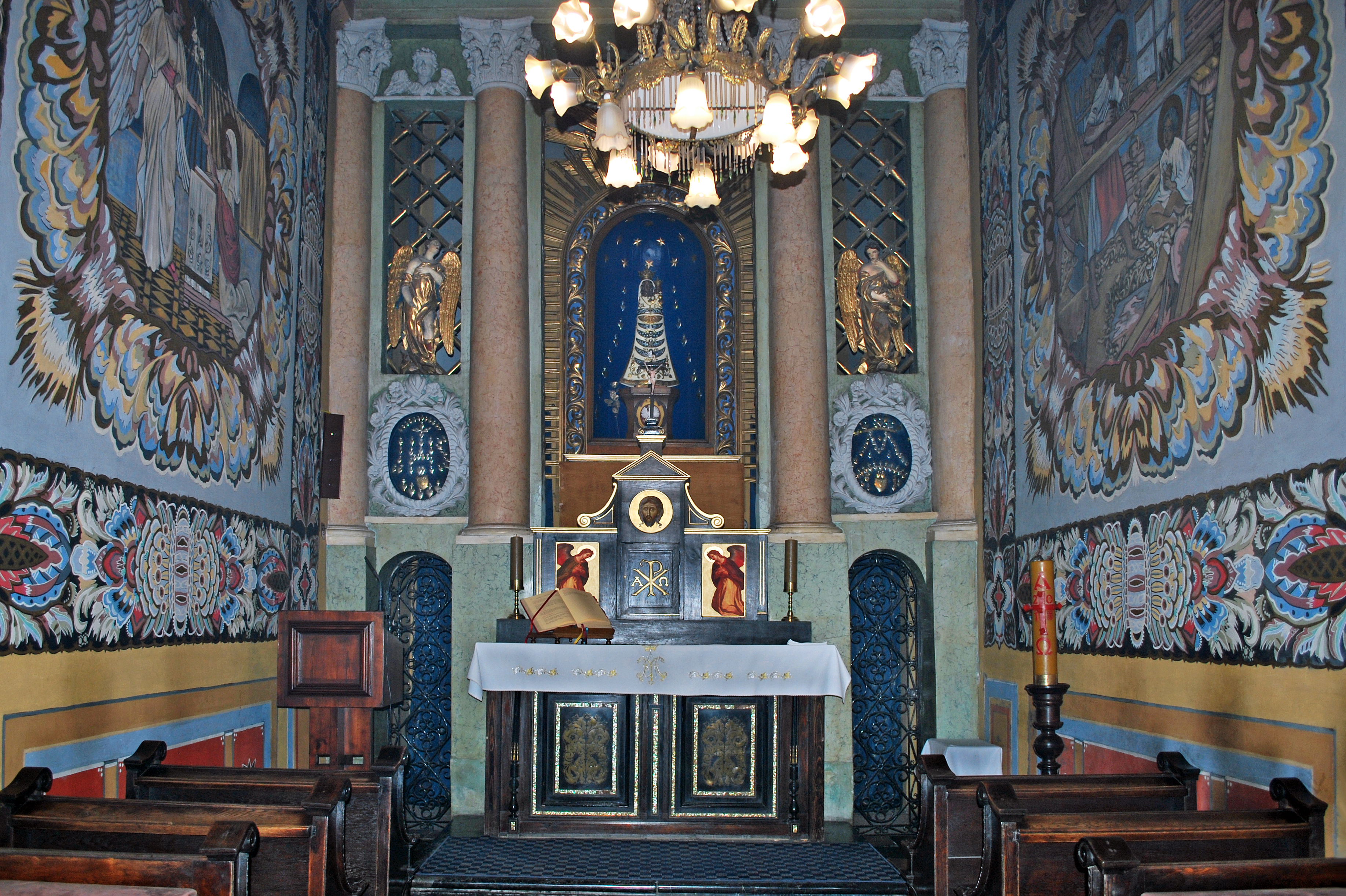
Поліхромія в будинку Лорето в Кракові, 1926 рік.
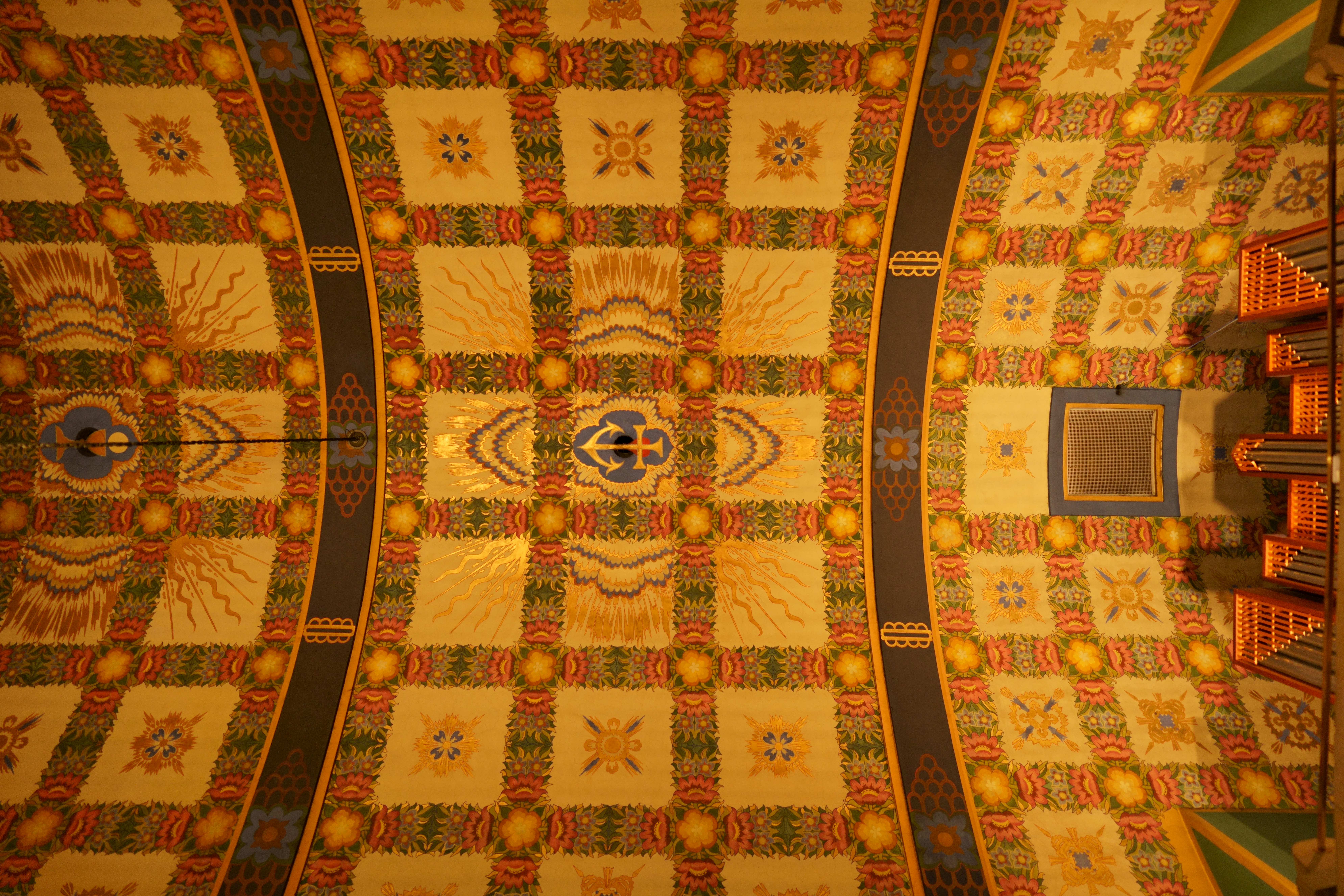
Поліхромія в каплиці Матері Божої Ченстоховської в Кракові.

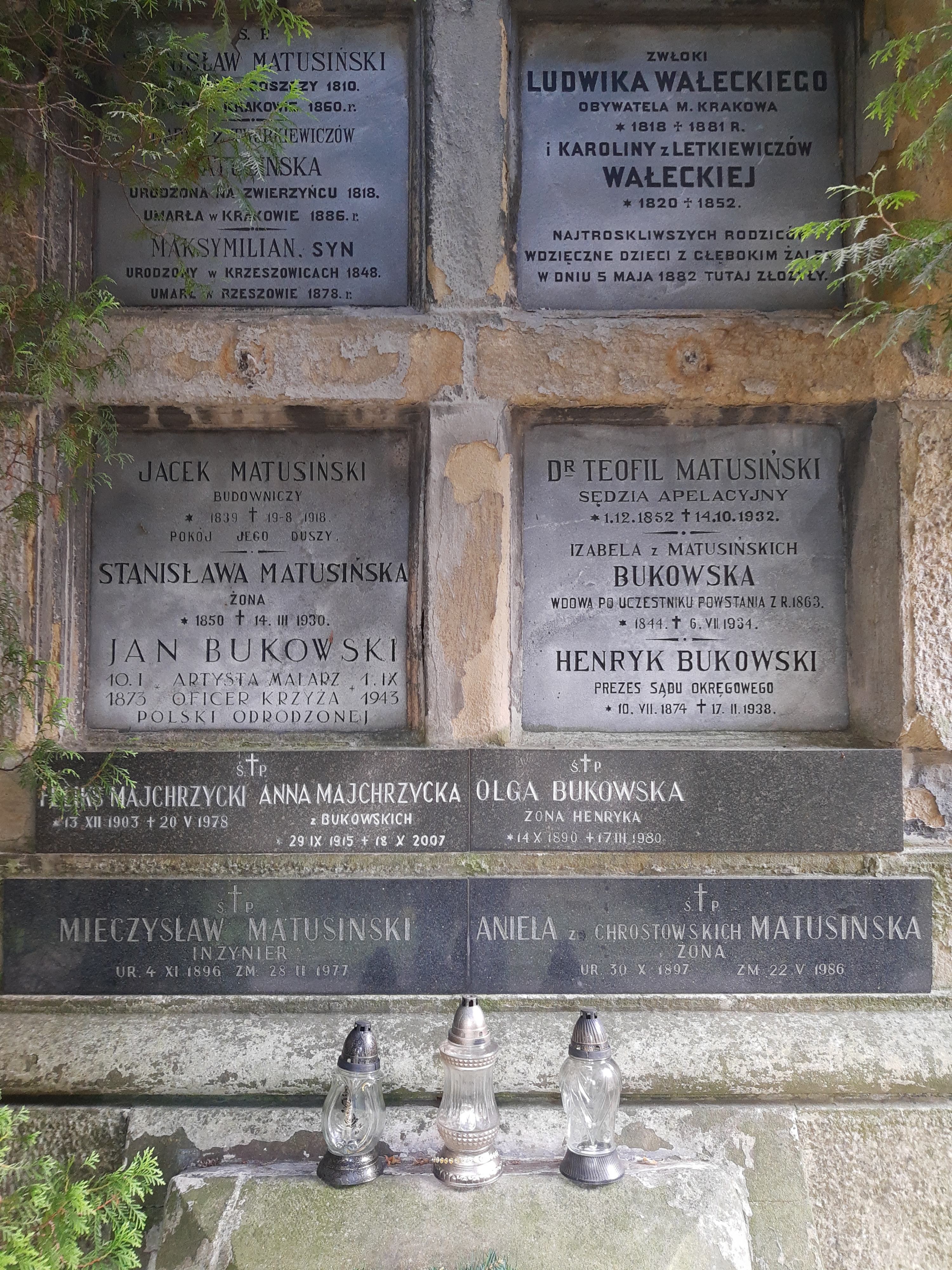
Могила Яна Буковського на Раковицькому цвинтарі